# Seznam nikaragovskih politikov
Seznam nikaragvanskih politikov.

## A
- Justo Abaunza
- Alfredo César Aguirre
- Fernando Agüero
- Arnoldo Alemán Lacayo
- José de Jesús Alfaro
- Alexis Argüello
- Juan Argüello
- Leonardo Argüello Barreto
- Nora Astorga

## B
- Oscar Danilo Blandon
- Manuel Antonio Blas Sáenz
- Enrique Bolaños Geyer
- Carlos Alberto Brenes
- Pablo Buitrago y Benavent

## C
- Omar Cabezas
- Róger Calero
- Carlos José Canales
- Evaristo Carazo
- Adán Cárdenas
- José del Carmen Alvarado
- Francisco Castellón
- Manuel Antonio de la Cerda
- Cristiana Chamorro Barrios
- Diego Manuel Chamorro
- Emiliano Chamorro Vargas
- Fernando Chamorro Alfaro
- Fruto Chamorro
- Pedro Joaquín Chamorro Alfaro
- Rosendo Chamorro
- Violeta Chamorro (1929 - 2025)
- Ignacio Chávez
- Rosalío Cortés
- Joaquín del Cosío
- José Vicente Cuadra

## D
- Adolfo Díaz

## E
- Miguel d'Escoto
- Nazario Escoto
- Juan Espinosa
- José Dolores Estrada
- José María Estrada

## G
- Virgilio Godoy
- Alfredo Gómez Urcuyo
- José María Guerrero de Arcos y Molina
- Lorenzo Guerrero
- Fernando Guzmán Solórzano

## H
- María Haydeé Osuna

## J
- Francisco Jiménez Rubio
- Gregorio Juárez

## L
- Benjamín Lacayo Sacasa
- Ernesto Leal
- Herty Lewites
- Alfonso Lovo Cordero

## M
- Salvador Machado
- Emiliano Madriz
- José Madriz
- Tomás Martínez
- Julia Mena
- Luis Mena
- José María Moncada
- Orlando Montenegro Medrano
- Benito Morales
- Jaime Morales Carazo
- Miguel Ramón Morales
- Rosario María Murillo Zambrana

## N
- Leopoldo Navarro (1917-2014)
- José Núñez

## O
- Daniel Ortega in žena Rosario Murillo
- Juan de Dios Orozco
- Guillermo Osorno
- Nicolás Osorno
- Pedro Oviedo

## P
- Edén Pastora
- Manuel Pérez
- Laureano Pineda
- Pedro Benito Pineda
- José Laureano Pineda Ugarte

## R
- Norberto Ramírez
- Sergio Ramírez
- Patricio Rivas
- Evaristo Rocha
- Víctor Manuel Román y Reyes
- Benito Rosales

## S
- Juan Bautista Sacasa
- Roberto Sacasa
- Jorge Samper
- Augusto César Sandino
- José León Sandoval
- Silvestre Selva
- René Schick
- Carlos José Solórzano
- Anastasio Somoza García
- Anastasio Somoza Debayle
- Luis Somoza Debayle

## T
- Toribio Terán
- Hugo Torres (1947/8-2022)

## U
- Hilario Ulloa
- Francisco Urcuyo
- Sebastián Uriza

## V
- Tomás Valladares

## W
- William Walker

## Z
- Joaquín Zavala
- José Santos Zelaya
- Benjamín Zeledón
- José Zepeda
- Manuel Fernando Zurita